# Tuberaria commutata
Tuberaria commutata är en solvändeväxtart som beskrevs av M.J. Gallego. Tuberaria commutata ingår i släktet fläcksolvändor, och familjen solvändeväxter. Inga underarter finns listade i Catalogue of Life.